# Acacia craspedocarpa
Acacia craspedocarpa — вид квіткових рослин з родини бобових. Ареал: Австралія (Західна Австралія).

## Середовище
Ендемік від посушливих до напівпосушливих районів Західної Австралії, зустрічається у водотоках, на заплавах, на рівнинах, у низинних районах і вздовж річок, що протікають у червоних глинистих або суглинних ґрунтах або на алювію та кам'янистій червоній землі.

## Біоморфологічна характеристика
Acacia craspedocarpa — це кущ або в рідкісних випадках дерево, що зазвичай досягає висоти від 1.2 до 4 м, але може досягати 8 м. Гілочки зі смолистими ребрами та темно-червоно-коричневі нові пагони. Філодії товсті, блакитно-зеленого кольору, завдовжки від 15 до 25 мм і від 8 до 12 мм ушир; вони мають округлу або широкооберненояйцювату або довгасту форму і мають округлу верхівку, як правило, з трьома головними поздовжніми жилками. Квітки жовті. Стручки широкі та плоскі. 